# Запольський Іван Гнатович
Запольський Іван Гнатович (1773, Бєлгородщина — 20 грудня 1810, Казань, тепер Респ. Татарстан, РФ) — математик, фізик, астроном, професор, письменник.

## З життєпису
Народився у сім'ї священника. Виховувався у Севській та Бєлгородській семінаріях. На початку 90-х рр. навчався у класі богослов'я КМА, 1796–99 роках — в Московському університеті. Після його закінчення 3. призначено вчителем фізики та математики до казанської гімназії. 1804 перейшов на посаду ад'юнкта прикладної математики та фізики Казанського університету (завідував також фізичним кабінетом). Член ради університету (з 1807 виконував обов'язки секретаря ради). 1804 захистив дисертацію «Про найвище благо». За визначні досягнення у викладанні математики і фізики у січня 1810 3. обрано екстраординарним професором.
Крім своїх улюблених предметів, 3. захоплювався психологією. 1807 написав працю «Разсуждения о самолюбии» (1815), яка побачила світ лише після смерті 3. Автор поетичних та прозових творів моралізаторсько-дидактичного характеру, філософсько-етична концепція яких близька до вчення Г. Сковороди. Йому належать твори: «Желанная встреча» (1789), ода «Совесиль» (1797), поезія «Песнь божеству» (1798), повісті «Волшебник» (1798), «Обманутый мудрец» (1798), оповідання «Апреля первое число» (1798), нарис «Извозчик». Помер від хвороби серця.